# 约翰·杜布利
约翰·F·杜布利（英語：John F. Doebley，1952年12月4日—）是一位美国进化植物遗传学家，博士毕业于威斯康星大学麦迪逊分校，导师休·伊尔提斯，在北卡罗来纳州立大学和得克萨斯农工大学完成博士后研究，此后先后担任明尼苏达大学和威斯康星大学麦迪逊分校教授，专攻玉米驯化过程中的基因变化，2002年当选美国国家科学院院士。